# Вавилово (Найдёновский сельсовет)
Вави́лово (до 1948 года Борага́н; укр. Вавилове, крымскотат. Borağan, Борагъан) — исчезнувшее село в Красногвардейском районе Республики Крым, располагавшееся на юго-западе района, в степной части Крыма. Включено в состав села Найдёновки, сейчас — северная часть этого села.

## История
Имеются данные, что селение известно с 1670 года, первое документальное упоминание села встречается в Камеральном Описании Крыма… 1784 года, судя по которому, в последний период Крымского ханства Бураган входил в Борулчанский кадылык Карасубазарского каймаканства. После присоединения Крыма к России (8) 19 апреля 1783 года, (8) 19 февраля 1784 года, именным указом Екатерины II сенату, на территории бывшего Крымского Ханства была образована Таврическая область и деревня была приписана к Симферопольскому уезду. После Павловских реформ, с 1796 по 1802 год, входила в Акмечетский уезд Новороссийской губернии. По новому административному делению, после создания 8 (20) октября 1802 года Таврической губернии, Бараган был включён в состав Табулдынской волости Симферопольского уезда.
По Ведомости о всех селениях в Симферопольском уезде состоящих с показанием в которой волости сколько числом дворов и душ… от 9 октября 1805 года, в деревне Бураган числилось 34 двора и проживало 196 крымских татар и 2 ясыров. На военно-топографической карте генерал-майора Мухина 1817 года обозначена деревня Бораган с 40 дворами. После реформы волостного деления 1829 года Барагаш, согласно «Ведомости о казённых волостях Таврической губернии 1829 года», отнесли к Айтуганской волости (переименованной из Табулдынской). На карте 1842 года в деревне Бураган обозначены 34 двора.
В 1860 году рядом была основана немецкая лютеранско-меннонитская деревня Бураган немецкий, но в справочники второй половины XIX века она не попала. В те же годы, после земской реформы Александра II, деревню приписали к Зуйской волости. В «Списке населённых мест Таврической губернии по сведениям 1864 года», составленном по результатам VIII ревизии 1864 года, Бораган — владельческая татарская деревня с 7 дворами, 34 жителями и мечетью при колодцах. По обследованиям профессора А. Н. Козловского начала 1860-х годов, в селении имелись колодцы глубиной 9 саженей с пресной водой, но пересыхающие летом. На трёхверстовой карте 1865—1876 года в деревне Буруган обозначено 9 дворов. В «Памятной книге Таврической губернии 1889 года», включившей результаты Х ревизии 1887 года, записан Бераган с 17 дворами и 102 жителями.
После земской реформы 1890 года Бараган отнесли к Табулдинской волости. Согласно «…Памятной книжке Таврической губернии на 1892 год», в деревне Бораган, входившей в Айтуганское сельское общество, числилось 77 жителей в 11 домохозяйствах, все безземельные. По «…Памятной книжке Таврической губернии на 1902 год» в деревне Бораган, входившей в Айтуганское сельское общество, числилось 102 жителей в 17 домохозяйствах. На 1902 год в деревне работал фельдшер. По Статистическому справочнику Таврической губернии. Ч.II-я. Статистический очерк, выпуск шестой Симферопольский уезд, 1915 год, в Табулдинской волости Симферопольского уезда значится деревня вакуф с 12 дворами с татарским населением в количестве 105 человек приписных жителей, из которых 55 мужчин и 50 женщин. Жители владели 184 десятинами удобной земли. В хозяйствах имелось 32 лошади, 2 вола и 14 коров.
После установления в Крыму Советской власти и учреждения 18 октября 1921 года Крымской АССР в составе Симферопольского уезда был образован Биюк-Онларский район, в состав которого включили село. В 1922 году уезды получили название округов. 11 октября 1923 года, согласно постановлению ВЦИК, в административное деление Крымской АССР были внесены изменения, в результате которых был ликвидирован Биюк-Онларский район, а село включили в состав Симферопольского. Согласно Списку населённых пунктов Крымской АССР по Всесоюзной переписи 17 декабря 1926 года, в состав Табулдынского сельсовета Симферопольского района в Борагане татарском числилось 9 дворов, все крестьянские, население составляло 38 человек, все татары. Постановлением КрымЦИКа от 15 сентября 1930 года был вновь создан Биюк-Онларский район (указом Президиума Верховного Совета РСФСР № 621/6 от 14 декабря 1944 года переименованный в Октябрьский), теперь как национальный (лишённый статуса национального постановлением Оргбюро ЦК КПСС от 20 февраля 1939 года), селение включили в его состав. На 1931 год в Борагане немецком проживало 215 человек, но данным всесоюзная перепись населения 1939 года в селе Бораган (татарский) проживало 87 человек.
В 1944 году, после освобождения Крыма от фашистов, согласно Постановлению ГКО № 5859 от 11 мая 1944 год]а, 18 мая крымские татары из Борагана татарского были депортированы в Среднюю Азию. 12 августа 1944 года было принято постановление № ГОКО-6372с «О переселении колхозников в районы Крыма», по которому в район из Винницкой и Киевской областей переселялись семьи колхозников. Указом Президиума Верховного Совета РСФСР от 18 мая 1948 года, в Вавилово переименовали просто Бораган. Время включения в Колодезянский сельсовет пока не установлено: на 15 июня 1960 года село уже числилось в его составе.
Указом Президиума Верховного Совета УССР «Об укрупнении сельских районов Крымской области» от 30 декабря 1962 года Вавилово присоединили к Красногвардейскому району. В период с 1962 по 1968 годы (в справочнике 1954—1968) село присоединили к Найдёновке.

### Бараган немецкий
Впервые в исторических документах Бараган немецкий (судя по имеющимся данным — немецкая часть одного селения со старым Бараганом) встречается в Статистическом справочнике Таврической губернии. Ч.II-я. Статистический очерк, выпуск шестой Симферопольский уезд, 1915 год, в согласно которому в селении Бараган немецкий Табулдинской волости Симферопольского уезда числилось 7 дворов с немецким населением в количестве 57 человек приписных жителей и 165 — «посторонних», из которых 154 мужчины и 68 женщин. Жители владели 2121 десятинами удобной земли. В хозяйствах имелось 68 лошадей, 100 волов, 45 коров и 400 голов мелкого скота. Согласно списку 1915 года «…русских подданных из австрийских, венгерских или германских выходцев» землевладельцев, опубликованном в газете «Таврические губернские ведомости» в апреле 1915 года, при деревне Бараган значатся Гоосен Иван Яковлевич, владевший 100 десятинами, Рапп Андреас Тобиасович — 1801 десятиной 2105 квадратными саженями земли и Сутер Яков Петрович — 298 десятин 600 квадратных саженей.
Согласно Списку населённых пунктов Крымской АССР по Всесоюзной переписи 17 декабря 1926 года, Борагане немецком Табулдынского сельсовета Симферопольского района числилось 32 двора, все крестьянские, население составляло 156 человек, из них 130 немцев. 20 русских, 4 чеха, 2 записаны в графе «прочие». Вскоре после начала Великой Отечественной войны, 18 августа 1941 года крымские немцы из Борагана немецкого были выселены — сначала в Ставропольский край, а затем в Сибирь и северный Казахстан. В дальнейшем в доступных исторических документах не встречается.

### Динамика численности населения
| - 1805 год — 198 чел. - 1864 год — 34 чел. - 1889 год — 102 чел. - 1892 год — 77 чел. - 1900 год — 102 чел. | - 1915 год — 162/165 чел. - 1926 год — 194 чел. - 1931 год — 215 чел. - 1939 год — 87 чел. |